# Opperrabbijn
Een opperrabbijn is een rabbijn die door een joodse gemeente of organisatie van joodse gemeenten is aangesteld als spiritueel leider van de gemeente of voor het hele land. Meestal heeft een stad of land slechts één opperrabbijn. Er zijn gevallen waar een stad of land meerdere opperrabbijnen heeft; zo heeft de Staat Israël twee landelijke opperrabbijnen: een Asjkenazische en een Sefardische. De positie opperrabbijn heeft in het algemeen betrekking op gemeenten die behoren tot het orthodox jodendom.

## De positie van opperrabbijn in Nederland
De positie van opperrabbijn is de hoogste functie die men in het Nederlandse rabbinaat kan bekleden. De functie van opperrabbijn is te vergelijken met de functie van bisschop binnen de katholieke kerk. De opperrabbijn heeft de rabbinale eindverantwoordelijkheid en geeft leiding aan de rabbinale functionarissen binnen zijn opperrabbinaat. Tevens bekleedt de opperrabbijn de positie van Av Beth-Dien (hoofd rabbinaal gerechtshof). De functie "opperrabbijn van Nederland" bestaat niet en heeft nooit bestaan. Wel waren en zijn er opperrabbijnen van bepaalde ressorten. Die dragen de titel van bijvoorbeeld "opperrabbijn van Noord-Holland" of "opperrabbijn van Utrecht". Vroeger werd de opperrabbijn officieel benoemd door de Koningin. Opperrabbijn Shochet van Den Haag was de laatste opperrabbijn die op die manier benoemd is. Dat was in 1948. 
Heden (2008) kent Nederland twee Asjkenazische opperrabbijnen:
- Binyomin Jacobs
- Aryeh Ralbag (echter woonachtig in New York)

Op 18 maart 2012 is Dr Pinchas Toledano benoemd tot Opperrabbijn van de Portugees-Israëlietische Gemeente in Amsterdam. Hiervoor voerde hij deze functie in de praktijk echter ook al uit.
Zijn aanspreektitel is nu Chacham (in het Portugees Haham). Sinds 2020 is hij met emeritaat.

## Titulatuur
- De formele aanschrijftitel van een opperrabbijn is: Weleerwaarde Zeergeleerde heer
- De formele Nederlandse aanspreektitel van een opperrabbijn is: Mijnheer
- De formeel Hebreeuwse aanspreektitel voor een Asjkenazische opperrabbijn is: More Morenoe Harav (letterlijk vertaald: De leraar van onze leraren de rabbijn). Een Sefardische opperrabbijn wordt echter aangesproken met Morenoe we Rabenoe.

## De positie van opperrabbijn in Israël
De Staat Israël heeft twee opperrabbijnen: rabbijn David Lau voor de Asjkenazische gemeenschap, en rabbijn Yitzhak Yosef voor de Sefardische gemeenschap. Tevens is er een opperrabbijn voor het Israëlisch defensieleger. Iedere stad heeft een opperrabbijn.
Enkele gemeenschappen hebben hun eigen opperrabbijn. Zo is er de Asjkenazische Edah HaChareidis, de overkoepelende gemeente van de chareidische gemeenschappen die grotendeels al geruime tijd voor de stichting van de zionistische ideologie en de staat Israël naar het heilige land kwamen, en fel antizionistisch zijn; de opperrabbijn van de Edah HaChareidis is rabbijn Yitzchok Tuvia Weiss. Er is tevens een Sefardische Edah HaChareidit, die in ideologie vrijwel identiek is aan de Asjkenazische, en geleid wordt door rabbijn Rachamim.